# Kirche Güldengossa

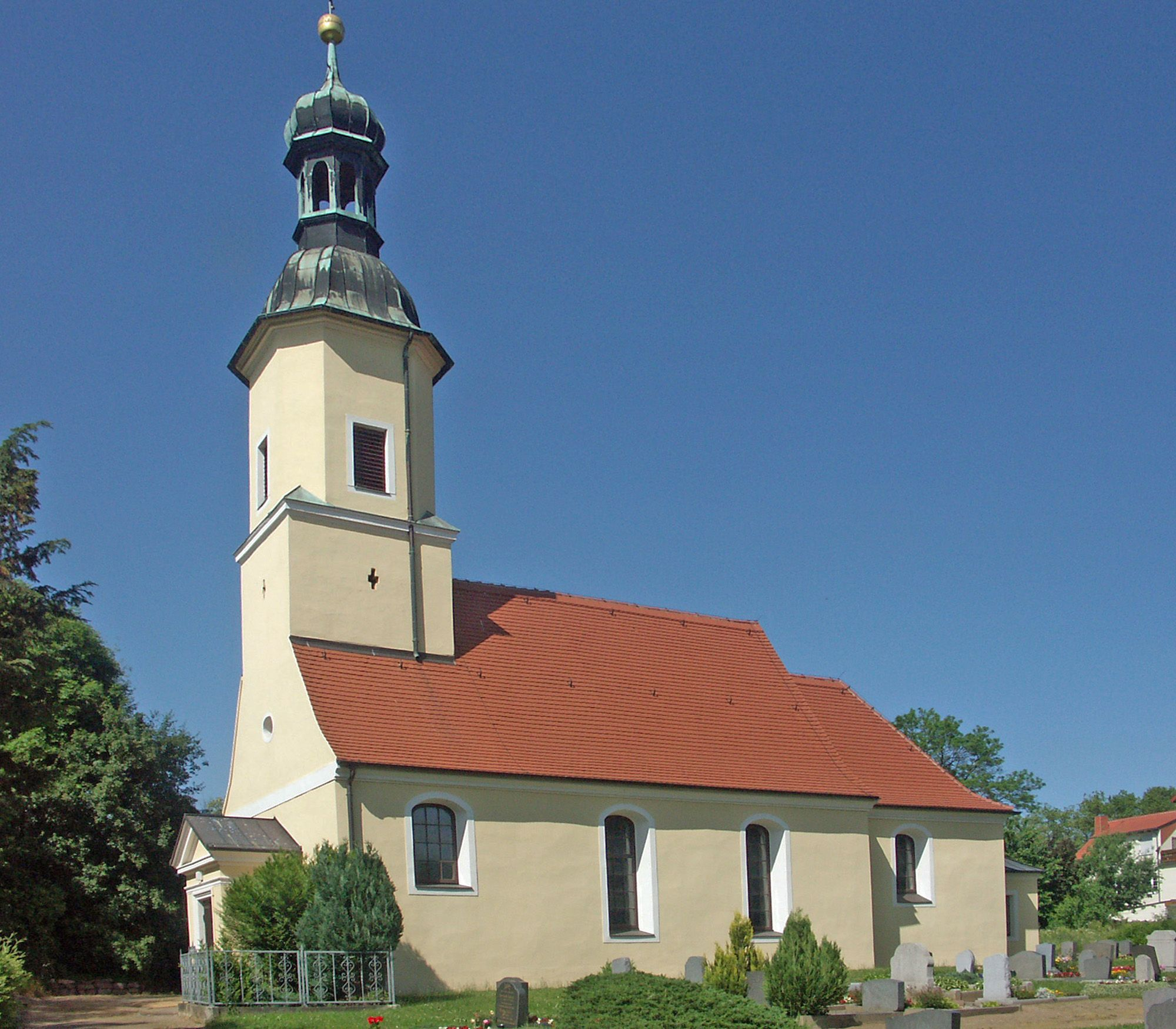
Kirche Güldengossa (2009)

Die Kirche Güldengossa ist die evangelisch-lutherische Kirche in Güldengossa, einem Ortsteil der Gemeinde Großpösna im Landkreis Leipzig, südöstlich von Leipzig in Sachsen. Sie steht unter Denkmalschutz.

## Geschichte

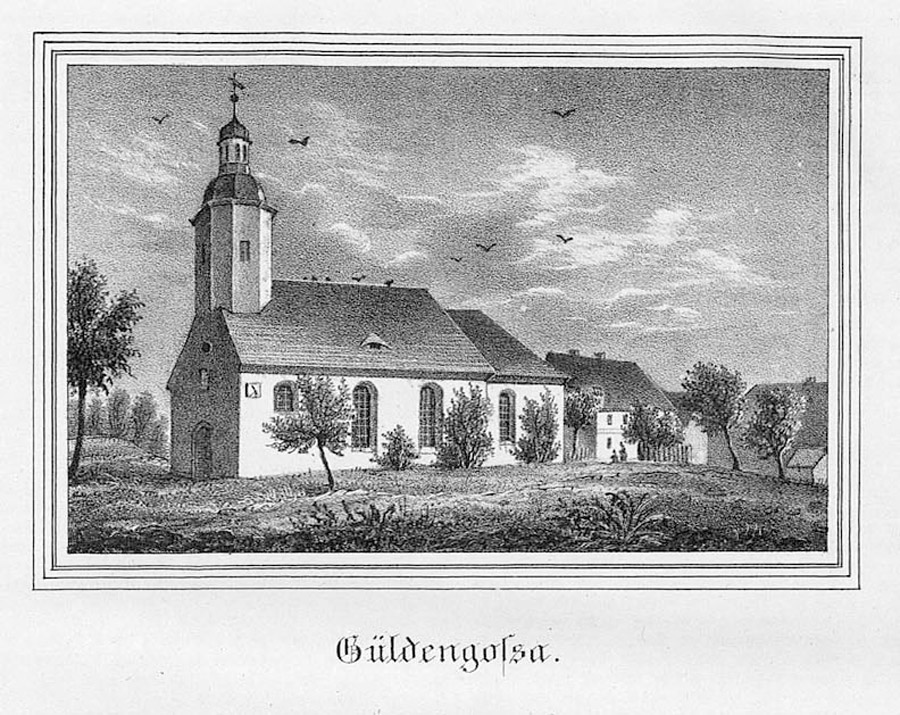
Die Kirche um 1840

Eine Pfarrkirche wird für Güldengossa erstmals um 1540 erwähnt, für frühere Zeit aber zumindest eine Kapelle angenommen. Nach einem Brand von 1636 wurde sie bald wieder aufgebaut. Sie besaß wohl ehemals einen Fachwerkturm über dem Chor. Ihre heutige äußere Form erhielt sie in etwa durch den 1721 vom Besitzer des Güldengossaer Rittergutes Johann Ernst Kregel von Sternbach (1652–1731) angeregten und finanzierten Umbau. Kregel von Sternbach sorgte auch für eine barocke Ausstattung des Innenraums durch einen holzgeschnitzten und goldverzierten Altar und eine ebensolche Kanzel.
Durch die Völkerschlacht bei Leipzig 1813 wurde die Kirche stark beschädigt. Altar und Kanzel blieben unversehrt. Sie mussten aber 1893 bei der Rekonstruktion durch den Architekten Theodor Quentin (1851–1905) einer neugotischen Einrichtung weichen.
Die bisher letzte Sanierung der Kirche erfolgte im Jahr 2003, für die der Förderverein „Kirche im Dorf“ Spendengelder sammelte. In den letzten Jahren bedrohen Rissbildungen, möglicherweise durch Absenkung des Grundwasserspiegels, die Stabilität der Kirche.

## Architektur
Die auf dem Ortsfriedhof stehende Kirche ist ein verputzter Saalbau mit einem eingezogenen Chor mit glattem Abschluss, an welchen sich die Sakristei anschließt. Ihre Länge über alles beträgt etwa 25 Meter und ihre Breite 9 Meter. An der Westseite steht ein kleiner Eingangsvorbau. Auf beiden Längsseiten befinden sich zwei hohe und zwei kleinere Korbbogenfenster. Das Langhaus besitzt ein ziegelgedecktes Satteldach, der Chor ein Walmdach.
Der sich an der Westseite aus dem Dach erhebende Turm hat bis zum Dachfirst quadratischen Querschnitt und setzt sich dann als achteckiger Schaft fort. Er endet in einer barocken kupfergedeckten Haube mit Laterne und Turmkugel.

## Ausstattung
Der Innenraum zeigt die neugotische Ausstattung von 1893. In dem über einige Stufen zu erreichenden Chor steht der schlichte, mit einem Kreuz geschmückte Altar aus französischem Sandstein vom Copitzer Steinmetzen Heinrich Schneider. Sockelzone und Decke des Chors sind in Blau gehalten. Zwischen Sockel und braunem oberen Teil verläuft ein Spruchband. Ambo und Taufbecken sind aus Holz.
Eine dreiseitige Empore umgibt das flachgedeckte Langhaus. In einer Nische steht eine Marmorbüste des ehemaligen Kirchenpatrons Johann Ernst Kregel von Sternbach.

## Orgel
Die erste Orgel der Kirche war ein Werk aus dem Jahr 1842 vom Leipziger Orgelbauer Johann Gottlob Mende (1787–1850). 
Das heutige Instrument baute Alfred Schmeisser (1878–1957) aus Rochlitz im Jahr 1927. Es besitzt zwölf Register auf zwei Manualen und Pedal bei folgender Disposition:
| I Manual C–f3 |           |     |
| 1.            | Prinzipal | 08′ |
| 2.            | Gambe     | 08′ |
| 3.            | Hohlflöte | 08′ |
| 4.            | Octav     | 04′ |
| 5.            | Octav     | 02′ |

| II Manual C–f3 |              |     |
| 6.             | Salicional   | 08′ |
| 7.             | Aeoline      | 08′ |
| 8.             | Gedackt      | 08′ |
| 9.             | Gemshorn     | 04′ |
| 10.            | Concertflöte | 04′ |

| Pedal C-d1 |               |     |
| 11.        | Subbass       | 16′ |
| 12.        | Prinzipalbass | 08′ |

- Koppeln:

Normalkoppeln: II/I, I/P, II/P
Superoktavkoppel: II/II
Suboktavkoppel: II/II
- Spielhilfen: Feste Kombinationen (mf, Tutti)
- Calcant

## Kirchgemeinde
Güldengossa war die wenigste Zeit eine selbständige Kirchgemeinde. Sie war Filialkirche von Liebertwolkwitz, Lößnig und Störmthal.
Seit dem Jahr 2000 gehört Güldengossa zur Kirchgemeinde Probstheida-Störmthal-Wachau, die sich wegen ihrer vier Kirchen (Immanuelkirche Probstheida, Kirche Güldengossa, Störmthal und Kirchenruine Wachau) auch als Kirchenquartett bezeichnet.

## Geistliche
Das Verzeichnis pfarrerbuch.de listet für die Güldengossaer Kirche folgende Pfarrer auf:
- 1601: Valentin Rauschmann
- 1626: Christoph Hütter
- 1638: Christoph Garmann
- 1686: Friedrich Schultze
- 1687: Friedrich Schultze
- 1692: Adam Christoph Jacobi
- 1699: Michael Ranfft
- 1714: Christian David Seyffert d. Ä.
- 1739: Johann Peter Hoier
- 1753: Immanuel Gottlieb Anton
- 1792: Absalom Friedrich Marx
- 1795: Johann Christian August Bauer
- 1811: Carl Wilhelm Goldschad
- 1815: Wilhelm Friedrich Wlömen
- 1843: Karl *Hermann Francke
- 1853: Karl Ernst Otto
- 1860: Johann August Kreisel
- 1870: Karl August Hermann Jörschke
- 1872: Karl Adolf Paul Wille
- 1884: Johannes Balduin Neumann
- 1888: Adolf *Max Kröber
- 1892: Arno Heinig